# Т̌
Cette page contient des caractères spéciaux ou non latins. S’ils s’affichent mal (▯, ?, etc.), consultez la page d’aide Unicode.
Т̌ (minuscule : т̌), appelé té caron, est une lettre additionnelle de l’alphabet cyrillique utilisée en shughni, wakhi et yazgoulami. Elle est composée du té ‹ Т › diacrité d’un caron.

## Utilisations
Le т̌ a été utilisé dans l’écriture du tchouvache au XIXe siècle et au début du XXe siècle avant d’être remplacé par le digramme ть dans l’alphabet de 1938.

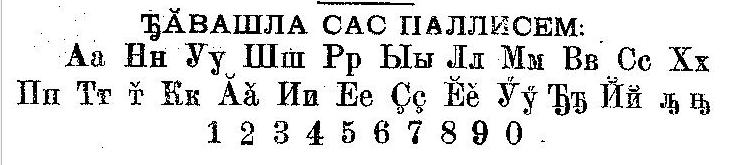
Alphabet tchouvache de 1873.

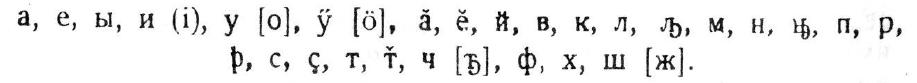
Alphabet tchouvache dans le dictionaire d’Achmarin, volume 6, publié en 1934.

## Représentation informatique
Le té caron peut être représenté avec les caractères Unicode suivants :
- décomposé (cyrillique, diacritiques)[1],[2] :

| formes    | représentations | chaînes de caractères | points de code | descriptions                                     |
| --------- | --------------- | --------------------- | -------------- | ------------------------------------------------ |
| capitale  | Т̌               | Т◌̌                    | U+0422 U+030C  | lettre majuscule cyrillique té diacritique caron |
| minuscule | т̌               | т◌̌                    | U+0442 U+030C  | lettre minuscule cyrillique té diacritique caron |